# 1985 au Québec
Cet article traite des événements survenus en 1985 au Québec. 

## Événements

### Janvier
- 2 janvier : la Cour supérieure statue que l'affichage unilingue français contrevient à la Charte des droits et libertés de la personne. Québec va en appel[1].
- 9 janvier : Québec annonce son intention de privatiser le Manoir Richelieu à Pointe-au-Pic[2].
- 16 janvier : l'usine Wabasso, une importante usine de textile, ferme ses portes en Mauricie. 1 125 travailleurs sont mis à pied[3].
- 16 janvier : Nomination de Francine Lalonde comme Ministre de la condition féminine[4].
- 19 janvier : l'option du beau risque de René Lévesque est adoptée lors d'un congrès spécial du PQ[5].
- 21 janvier : Denis Vaugeois annonce son retrait de la vie politique[6].
- 27 janvier : protestant contre l'option du beau risque, le député péquiste Jules Boucher démissionne[6].

### Février
- 6 février : création des parcs nationaux d'Aiguebelle, de Miguasha et de l'Île-Bonaventure-et-du-Rocher-Percé[7].
- 13 février : Denis Lortie est condamné à la prison à vie. Son avocat décide d'aller en appel[8].

### Mars
- 17 mars : Brian Mulroney et Ronald Reagan se rencontrent à Québec. Ils discutent du problème des pluies acides ainsi que d'un éventuel traité de libre-échange entre le Canada et les États-Unis[9].
- 19 mars : Québec annonce des dépenses de 27,4 milliards de dollars en 1985-1986[10].
- 23 mars : Lancement de l'hebdomadaire Hebdo-Vedettes qui voit le jour au lendemain de la guerre des hebdo artistiques québecois[11]. Le premier volume présente « [...] les meilleures information concernant le merveilleux monde artistique [...] »[12] de la semaine du 23 au 29 mars 1985. Le magazine sera publié jusqu'en 1997, soit quelques 600 numéros en 12 ans d'existence[11].

### Avril
- 11 avril : la SQ effectue une rafle au local des Hells Angels de Sorel, qui se solde par l'arrestation d'une cinquantaine de personnes et la saisie de 150 000 $ et de 200 armes. Les policiers veulent faire la lumière sur le meurtre de 6 motards commis à la fin mars et dont les corps n'ont pas été retrouvés[13].
- 23 avril : le budget Duhaime annonce une augmentation de la taxe de 8 à 9 %. Le paquet de cigarettes augmente de 25 cents. Une réforme de la fiscalité est annoncée qui se traduira par une réduction d'impôts de 313 millions de dollars en 1986[14].
- 24 avril : Louis-Albert Vachon devient cardinal[15].
- 30 avril : lancement de la chanson « Les Yeux de la faim » par un regroupement d'artistes populaires connu sous le nom de « Fondation Québec-Afrique » en vue de ramasser de l'argent pour aider l'Éthiopie qui est alors aux prises avec une terrible famine. Le texte de la chanson est signé par le journaliste Gil Courtemanche sur une musique du compositeur Jean Robitaille[16].

### Mai
- 2 mai : les Nordiques de Québec battent les Canadiens de Montréal en 7 matchs lors des séries de la Coupe Stanley[17].
- 4 mai : Thomas Bringham est condamné à la prison à vie. Il avait posé une bombe qui avait causé la mort de 3 personnes à la Gare centrale de Montréal en septembre 1984[18].
- 12 mai : inauguration d'un monument en hommage à Gilles Villeneuve à Berthierville[19].
- 22 mai : René Lévesque entreprend son dernier voyage officiel en France en tant que premier ministre[20].
- 31 mai : 
  - Serge Turgeon devient président de l'Union des artistes[21].
  - inauguration du premier Festival international de feux d'artifice de Montréal. Commandité par Benson & Hedges, il se déroule au parc d'attractions La Ronde et se termine le 19 juin[22].

### Juin
- 1er au 10 juin : les corps de 5 Hells Angels assassinés sont retrouvés dans le fleuve Saint-Laurent à la hauteur de l'île Saint-Ignace en face de Berthierville. Le corps d'un sixième motard est repêché en amont de Québec près de Neuville. Un chapitre entier de l'organisation criminelle a ainsi été éliminée[23].
- 3 juin : le PLQ remporte les élections partielles de Bertrand, L'Assomption, Bourget et Trois-Rivières. Robert Bourassa devient le nouveau député de Bertrand[6].
- 14 juin : pour la première et dernière fois, René Lévesque et Robert Bourassa s'affrontent à l'Assemblée nationale[24].
- 17 juin : Pauline Marois devient ministre à la Condition féminine[6].
- 20 juin : René Lévesque annonce sa prochaine démission qui sera effective après le congrès au leadership[25].

### Juillet
- 2 juillet : Bernard Landry est le premier à annoncer sa candidature à la chefferie du Parti québécois[26].
- 5 juillet : 
  - Pierre-Marc Johnson annonce à son tour sa candidature à la chefferie du PQ[27].
  - un sergent de la police municipale de Sainte-Foy, Serge Lefebvre, est accusé d'avoir abattu deux policiers de Québec alors qu'il cambriolait un commerce à la limite des deux villes[28],[29].
- 6 juillet : Lucien Bouchard devient ambassadeur à Paris[30].
- 22 juillet : Pauline Marois se lance dans la course à la chefferie du Parti québécois[31].
- 24 juillet : Gil Rémillard devient conseiller constitutionnel de Brian Mulroney[32].
- 29 juillet : Jean Garon candidat à la chefferie du PQ[33].

### Août
- 12 août : naissance du premier bébé-éprouvette du Québec au CHUL de Sainte-Foy[34].
- 16 août : Bernard Landry se retire de la course à la chefferie du PQ. Il déclare qu'il n'a pas réussi à susciter une mobilisation pour la souveraineté comme il le souhaitait[35].
- 23 août : Brian Mulroney annonce des négociations avec les États-Unis pour un traité de libre-échange[36].
- 25 août : première du film Le Matou, réalisé par Jean Beaudin et mettant en vedette Serge Dupire, Monique Spaziani, Jean Carmet et le jeune Guillaume Lemay-Thivierge[37].
- 28 août : la raffinerie Gulf ferme ses portes dans l'est de Montréal[38].
- 30 août : Yves Bérubé annonce son retrait de la vie politique[6].

### Septembre
- 25 septembre : le ministre fédéral Marcel Masse démissionne du Cabinet, car il fait l'objet d'une enquête concernant une fraude électorale[39].
- 29 septembre : Pierre-Marc Johnson est élu chef du Parti québécois lors du congrès à la direction. Il a obtenu 56,925 voix (58,7 %) contre 19,471 (19,7 %) pour Pauline Marois et 15,730 (16,2 %) pour Jean Garon. Les autres candidats (Guy Bertrand, Francine Lalonde, Luc Gagnon) n'ont obtenu qu'un nombre minime de voix[40].

### Octobre
- 2 octobre : 27 Hells Angels sont accusés de meurtre au premier degré dans l'affaire des Hell's Angels de Laval[41].
- 2 octobre : création du parc national du Mont-Saint-Bruno[42].
- 10 octobre : 
  - la cinquième session de la 32e législature est prorogée[6].
  - Clément Richard se retire de la vie politique[6].
- 16 octobre : Pierre-Marc Johnson présente son gouvernement. Bernard Landry devient ministre des Finances, Louise Beaudoin ministre des Affaires internationales, Jean-Guy Parent ministre du Commerce extérieur, Gérald Godin ministre des Affaires culturelles et Michel Clair devient le président du Conseil du Trésor[43].
- 22 octobre : Gilles Grégoire annonce finalement sa démission comme député de Frontenac[44].
- 23 octobre : Pierre-Marc Johnson annonce des élections générales pour le 2 décembre[45].
- 27 octobre : Céline Dion remporte 5 Félix lors du Gala de l'ADISQ. Le groupe RBO remporte celui de révélation de l'année[46].
- 31 octobre : création de la réserve écologique Irénée-Marie[47].

### Novembre
- 6 novembre : Ottawa accepte d'accorder un statut spécial au Québec lors des prochains Sommets de la Francophonie[48].
- 6 novembre : création du parc national de la Pointe-Taillon[49].
- 13 novembre : André-Philippe Gagnon fait une prestation au Johnny Carson Show (en)[50].
- 28 novembre : Marcel Masse est lavé de tout soupçon. Il reprend sa place dans le cabinet Mulroney[51].

### Décembre
- 2 décembre : le Parti libéral de Robert Bourassa remporte les élections générales et formera un gouvernement majoritaire. Il a obtenu 99 sièges sur une possibilité de 122 avec 56 % des voix. Le Parti québécois obtient 23 circonscriptions et 38,7 % des voix. Robert Bourassa n'est cependant pas réélu dans sa circonscription de Bertrand où il a été battu par Jean-Guy Parent[52].
- 3 décembre : l'ONU reconnait l'arrondissement historique du Vieux-Québec comme joyau du patrimoine mondial[53].
- 12 décembre : le gouvernement Bourassa est assermenté. Lise Bacon, vice-première ministre, obtient les Affaires culturelles. Les principaux ministres sont Gérard D. Lévesque (Finances), Claude Ryan (Éducation), Marc-Yvan Côté (Transports), Michel Pagé (Agriculture), Thérèse Lavoie-Roux (Santé et Services sociaux), Herbert Marx (Justice), Pierre Paradis (Main d'œuvre et Sécurité sociale), Daniel Johnson (Industrie et Commerce), Gil Rémillard (Affaires internationales) et Paul Gobeil (Conseil du Trésor)[54].
- 15 décembre : ouverture de la première session de la 33e législature. Un mini-budget y est annoncé, reportant les baisses d'impôt au mois d'avril. On y entérine également la vente du Manoir Richelieu à l'homme d'affaires Raymond Malenfant[6].
- 20 décembre : Robert Bourassa annonce qu'il se présente à l'élection partielle de Saint-Laurent où le député libéral Germain Leduc accepte de lui céder sa place. Pierre-Marc Johnson déclare qu'il ne lui opposera pas de candidat[55].

## Naissances
- Maïté Blanchette Vézina (avocate et femme politique)
- 30 janvier - Torrey Mitchell (joueur de hockey)
- 9 février - Simon-Pierre Diamond (homme politique)
- 29 mars - Maxim Lapierre (joueur de hockey)
- 31 mars - Steve Bernier (joueur de hockey)
- 20 avril - Guillaume Desbiens (joueur de hockey)
- 24 avril - Philippe Dupuis (joueur de hockey)
- 29 avril - Jean-François Jomphe (joueur de hockey)
- 17 mai - Marwah Rizqy (fiscaliste, juriste et femme politique)
- 22 mai - Marc-Antoine Pouliot (joueur de hockey)
- 23 mai - Éliane Gagnon (actrice)
- 28 mai - Marc-Antoine Pouliot (joueur de hockey)
- 4 juin - Pierre-Luc Létourneau-Leblond (joueur de hockey)
- 5 juin - Ève Landry (actrice et improvisatrice)
- 8 juin - Alexandre Despatie (plongeur)
- 21 juin - Bianca Gervais (actrice)
- 26 juin - 
  - Alexandre Bolduc (joueur de hockey)
  - Audrey de Montigny (chanteuse)
- 5 juillet - François Arnaud (acteur)
- 24 juillet - Patrice Bergeron (joueur de hockey)
- 8 septembre - Justin Bradley (en) (acteur)
- 23 septembre - Meggie Lagacé (chanteuse)
- 9 octobre - Alexandre Picard  (joueur de hockey)
- 19 octobre
  - Maxime Desbiens-Tremblay (acteur, chanteur et musicien)
  - Élaine Michaud (femme politique)
- 30 octobre - Gregory Kelley (homme politique)
- 13 décembre - Laurence Leboeuf (actrice)
- 20 décembre - Alexandre Landry (acteur)

## Décès
- 30 janvier - Francis Reginald Scott (poète) (º 1er août 1899)
- 2 février - Micheline Coulombe Saint-Marcoux (compositrice) (º 9 août 1938)
- 5 février - Georges-Émile Lapalme (homme politique) (º 14 janvier 1907)
- 15 février - Anne-Marie Ducharme (actrice) (º 1er juillet 1902)
- 29 février - Madeleine Ryan (femme de Claude Ryan) (º 16 novembre 1925)
- 17 mars - Athole Shearer (en) (actrice) (º 20 novembre 1900)
- 22 avril - Jacques Ferron (écrivain et homme politique) (º 20 janvier 1921)
- 3 juillet - Frank J. Selke (dirigeant de hockey) (º 7 mai 1893)
- 12 août - Roger Duhamel (écrivain) (º 16 avril 1916)
- 6 septembre - Isabel Meighen (en) (femme de Arthur Meighen) (º 18 août 1882)
- 12 septembre - Louis-Alexandre Bélisle (journaliste) (º 7 mars 1902)
- 20 septembre - Guy L'Écuyer (acteur) (º 26 juillet 1931)
- 19 octobre - Alfred Rouleau (ancien président du Mouvement Desjardins) (º 19 août 1915)
- 24 octobre - Maurice Roy (ancien évêque de Québec) (º 25 janvier 1905)
- 4 novembre - Jean-Marie Lemieux (acteur) (º 14 décembre 1939)
- 30 novembre -  Gilles Pruneau (militant du FLQ) (º 18 avril 1944)
- 26 décembre - Antoine Rivard (homme politique) (º 14 novembre 1898)

### Articles généraux
- Chronologie de l'histoire du Québec (1982 à aujourd'hui)
- L'année 1985 dans le monde
- 1985 au Canada

### Articles sur l'année 1985 au Québec
- Élection à la direction du Parti québécois de 1985
- Gouvernement Pierre Marc Johnson
- Élection générale québécoise de 1985
- Liste des lauréats des prix Félix en 1985
- Gouvernement Robert Bourassa (2)

## Sources et références
1. ↑  André Noël, « La Cour supérieure donne raison à cinq marchands montréalais: L'affichage unilingue contrevient à la Charte québécoise des droits », La Presse,‎ 3 janvier 1985, A-1
2. ↑  Jean-Guy Dubuc. Il faut vendre le Manoir Richelieu. La Presse. 10 janvier 1985. p. A-6
3. ↑  Michel Girard. Une dette globale de $60 millions, dont $8 millions en 1984. Wabasso ferme ses portes; 1125 mises à pied en Mauricie. La Presse. 17 janvier 1985. p. A-6
4. ↑  Claude V. Marsolais. Francine Lalonde veut réfléchir avant d'adhérer au Parti québécois. La Presse. 17 janvier 1985. p. A-5
5. ↑  Pierre Godin. René Lévesque tome 4. Boréal. 205. p. 430
6. 1 2 3 4 5 6 7 8  « Chronologie parlementaire 1984-1985 » (consulté le 20 mai 2009)
7. ↑  Création de la réserve faunique d'Aiguebelle
8. ↑  Léopold Lizotte. Les trois meurtres du 8 mai à l'Assemblée nationale. Denis Lortie condamné à vie. La Presse. 14 février 1985. p. A-1
9. ↑  Bilan du Siècle
10. ↑  Louis Falardeau, « Hausse probable des primes d'assurance-automobile: Québec dépensera $27,4 milliards », La Presse,‎ 20 mars 1985, A-1
11. 1 2  Suzanne Colpron, « Hebdo-Vedettes ferme ses portes », La Presse,‎ 12 septembre 1995, B 4 (ISSN 0317-9249, lire en ligne, consulté le 19 mai 2025)
12. ↑  Roger Sylvain, « Allo vous autres, me revoilà », Hebdo-Vedettes, vol. 1, no 1,‎ 23 au 29 mars 1985, p. 12 (ISSN 0833-2851)
13. ↑  Yves Lavigne. Hell's Angels, le clan de la terreur. Éditions de l'Homme. 1988. p. 285
14. ↑  Louis Falardeau, « Duhaime augmente les taxes plus qu'il ne réduit les impôts », La Presse,‎ 24 avril 1985, A-1
15. ↑  Jules Béliveau. Il accède au rang des princes de l'Église. Mgr Vachon: j'ai encore de la difficulté à y croire. La Presse. 25 avril 1985. p. A-1
16. ↑  Les Yeux de la Faim sur IMDB
17. ↑  Guy Robillard. Les Nordiques affronteront les Flyers. Peter Stastny met fin au suspense en surtemps. Le Devoir. 3 mai 1985. p. 19
18. ↑  La bombe meurtrière de la Gare centrale. Prison à vie pour Brigham. Le Soleil. 5 mai 1985. p. A-1
19. ↑  Pour moi, Gilles est encore vivant - Séville Villeneuve. Le Nouvelliste. 13 mai 1985. p. 15
20. ↑  Bilan du Siècle
21. ↑  Bilan du Siècle
22. ↑  Bilan du Siècle
23. ↑  Hell's Angels, le clan de la terreur, p. 289
24. ↑  Mario Roy. Bourassa croise le fer avec Lévesque. La Presse. 15 juin 1985. p. A-1
25. ↑  René Lévesque tome 4, p. 486
26. ↑  Gilles Lesage. Landry: construire le pays réel, sans retour à l'autonomie provinciale. Le Devoir. 3 juillet 1985. p. 1
27. ↑  Mario Roy. À la présidence du Parti québécois. P. Marc Johnson sera le candidat de la « voie concrète et pratique ». La Presse. 6 juillet 1985. p. A-1
28. ↑  Michel Truchon, « Le meurtre des agents Têtu et Giguère. Le suspect: Un policier de Ste-Foy », Le Soleil,‎ 6 juillet 1985, A-1, A-2
29. ↑  Daniel Paquet, « 1985 - Un ripou tueur de flics », sur Le Journal de Québec, 18 mars 2017 (consulté le 6 août 2025)
30. ↑  Michel Vastel. Lucien Bouchard en attendant la suite…. Lanctôt. 1996. p. 84
31. ↑  Claude V. Marsolais. La course à la direction du Parti québécois. Pauline Marois annonce sa candidature aujourd'hui. La Presse. 22 juillet 1985. p. A-5
32. ↑  Michel Vastel. En s'adjoignant Gil Rémillard comme conseiller constitutionnel. Mulroney adopte, à son tour, l'étapisme. La Presse. 25 juillet 1985. p. A-1
33. ↑  Louis Falardeau. Cinquième candidat à la direction du PQ. Garon: la souveraineté mais sans le séparatisme. La Presse. 30 juillet 1985. p. A-1
34. ↑  J.-Claude Paquet, « Le premier bébé-éprouvette du Québec enfin né », Le Soleil,‎ 13 août 1985, A-1
35. ↑  La « souveraineté » n'a pas suscité le niveau de mobilisation qu'il espérait. Landry se retire. La Presse. 17 août 1985. p. A-1
36. ↑  Michel Vastel. Ottawa entame des discussions commerciales avec Washington. La Presse. 24 août 1985. p. A-1
37. ↑  Bilan du Siècle
38. ↑  François Berger. Après BP Canada, Texaco et Imperial Oil. Gulf ferme sa raffinerie. La Presse. 29 août 1985. p. A-1
39. ↑  Michel Vastel. Marcel Masse démissionne. La Presse. 26 septembre 1985. p. A-1
40. ↑  Voir l'article Élection à la direction du Parti québécois de 2005
41. ↑  Raymond Gervais. Vingt-sept Hell's sont accusés. La Presse. 3 octobre 1985. p. A-1
42. ↑  Parc national du Mont St-Bruno sur Sepaq
43. ↑  Voir l'article Gouvernement Pierre-Marc Johnson
44. ↑  Gilles Grégoire ne se représente pas. La Presse. 23 octobre 1985. p. A-2
45. ↑  Louis Falardeau. Élections le 2 décembre. La Presse. 24 octobre 1985. p. A-1
46. ↑  Voir l'article Liste des lauréats des prix Félix en 1985
47. ↑  Réserve écologique Irénée-Marie
48. ↑  Maurice Jannard et Louis Falardeau, « Le Sommet de la Francophonie: Ottawa accepte d'accorder un statut spécial au Québec », La Presse,‎ 7 novembre 1985, A-1
49. ↑  Parc national de la Pointe-Taillon dans Commission de toponymie
50. ↑  Louise Cousineau. Gagnon invité à s'asseoir. La Presse. 14 novembre 1985. p. A-1
51. ↑  Michel Vastel. Aucune accusation portée contre lui. Marcel Masse retourne aux Communications dès demain. La Presse. 29 novembre 1985. p. A-1
52. ↑  Voir l'article Élection générale québécoise de 1985
53. ↑  Bilan du Siècle
54. ↑  Voir l'article Gouvernement Robert Bourassa (2)
55. ↑  Lia Lévesque. Le PQ ne présente pas de candidat contre Bourassa. La Presse. 21 décembre 1985. p. A-1